# Бели-Поток
Бели-Поток (серб. Бели Поток) — населённый пункт городского типа в Сербии, в пригороде Белграда, в общине Вождовац.

## Население
Численность населения 3 417 чел. (перепись 2002).
Этнический состав населения города отличается однородностью — 95 % его населения составляют сербы. Проживает также 27 черногорцев (1 %), 26 югословенов (1 %), 24 цыгана (1 %) другие.
Численность совершеннолетних в городе — 2 751 чел, средний возраст населения — 39,1 года (мужчины — 38,6, женщины — 39,6). В городе имеется 1 112 домохозяйство, среднее число человек в которых — 3,07.